# Cosimo Trono
Pour les articles homonymes, voir Trono.
Cosimo Trono, né en Italie, à Tarente (région des Pouilles), en 1948, est psychanalyste, psychothérapeute, écrivain et éditeur parisien.

## Biographie

### Parcours universitaire
Après sa Maturità Scientifica (Bac S) en Italie, qu'il obtient en candidat libre, il part en Suisse s’inscrire en psychologie à l’Université de Genève en 1967, l’Italie n’ayant pas encore un enseignement autonome de la psychologie. Il suit l’enseignement de Jean Piaget, célèbre psychologue et épistémologue genevois et commence une psychanalyse jungienne. En quête d’une ouverture clinique plus orientée vers Freud et Lacan (dont il découvre au hasard d'une rencontre les Écrits qui viennent de paraître l'année précédente), il quitte l'Institut Jean-Jacques Rousseau, et part en Belgique poursuivre sa formation universitaire à la Faculté de Psychologie de l’Université catholique de Louvain. Il y découvre avec enthousiasme l’enseignement psychanalytique de Jacques Schotte, Alphonse de Walhens et Antoine Vergote, entre autres. Il peut également s’initier à la doctrine de Jacques Lacan auprès de ce cercle prestigieux qui prenait l’appellation d’« École de Louvain ». C’est dans ce contexte de réflexion pluridisciplinaire qu’il entame son analyse et sa formation psychanalytique dans le cadre de l'École belge de psychanalyse. Après un Master en psychologie et un Master en criminologie à la Faculté de Droit il commence sa pratique analytique qui débouchera sur un doctorat de psychologie à Paris XIII, en 2003, avec sa thèse Pour une poétique de l'interprétation. Lettre et parole en littérature et psychanalyse.

### Parcours clinique
À Namur, outre son cabinet privé, il exerce aux Cliniques Universitaires de Louvain à Mont-sur-Meuse, dans le service de psychiatrie adulte du professeur Léon Cassiers. Cette expérience en milieu hospitalier lui permettra d’y créer, avec le soutien du Pr Cassiers, le premier service de psychosomatique de la Belgique francophone. En 1983 il part s’installer en Suisse où il exerce en tant que psychanalyste et psychothérapeute (reconnu par le Département de la Santé du Canton de Vaud) au Service Médical des Écoles de la Commune de Lausanne. À Genève, sur initiative de la Ville et de quelques collègues analystes, il participe à la création de la première Maison Verte, le Cerf-Volant, sur le modèle créé par Françoise Dolto. En 1995 il s’installe à Paris. Membre du CFRP (Centre de Formation et de Recherches Psychanalytiques) créé par Maud Mannoni, son éditrice, et Octave Mannoni, puis d’espace analytique où il a occupé des fonctions de secrétaire des Séminaires des Membres et participé pendant de longues années à la Commission d’Enseignement, il reste dans la mouvance de Maud et Octave Mannoni. Outre son travail en cabinet, il exerce dans le Service de Psychiatrie infanto-juvénile de la Seine Saint-Denis dirigé par Abram Coen, avec qui il crée l'IRPEV (Institut de Recherche et de Prévention des Effets des Violences), et assume la fonction de Secrétaire de l'association Santé Mentale et Culture. Il a été aussi consultant à la Consultation des Buttes Chaumont (enfants, adolescents, adultes), à Paris. Depuis 1997 et jusqu’en 2010 il a enseigné la clinique psychanalytique infantile et adolescente en Master 2 de l’Université Paris-XIII dont il est actuellement Membre Associé de l'UTRPP (Unité Transversale de Recherche Psychogenèse et Psychopathologie, Université Paris XIII Sorbonne Paris Cité). Il fait également partie de la Fédération Française de Psychothérapie et Psychanalyse (FF2P) en tant que membre individuel. Actuellement il est membre du Cercle Freudien.

### Parcours éditorial
Après avoir publié deux titres dans la collection de Maud Mannoni, L'Espace Analytique, chez Denoël, il suit une ligne éditoriale qui, après Freud, Lacan, Mannoni elle-même et J.-B. Pontalis, fait de l'écrit (« savoir supposé sujet », Lacan) un support, voire un cadre essentiel  de l'analyste (« sujet supposé savoir », Lacan). C'est ainsi qu'en 2000 il fonde avec des collègues analystes  les Éditions Penta (qu'il dirige), en coédition avec L’Harmattan. Penta Éditions publie des ouvrages qui interrogent les rapports entre la psychanalyse et l’art, la littérature et l’écriture, la clinique et la philosophie, la médecine, les phénomènes de société. 
Pendant ces années il a donné de nombreuses conférences, participé et organisé de nombreux colloques en Suisse, Italie, Maroc, Belgique, ainsi qu’en France, et publié plusieurs articles réunis dans son ouvrage L'intemporelle fragilité de l'inconscient. Clinique de l'être et de la lettre.